# Mycalesis orcha
Mycalesis orcha är en fjärilsart som beskrevs av Evans 1912. Mycalesis orcha ingår i släktet Mycalesis och familjen praktfjärilar. Inga underarter finns listade i Catalogue of Life.